# Бад-Блайберг
Бад-Блайберг (нем. Bad Bleiberg) — курорт в Австрии, в федеральной земле Каринтия. 
Входит в состав округа Филлах.  Население составляет 2604 человека (на 31 декабря 2005 года). Занимает площадь 44,8 км². Официальный код  —  2 07 05.

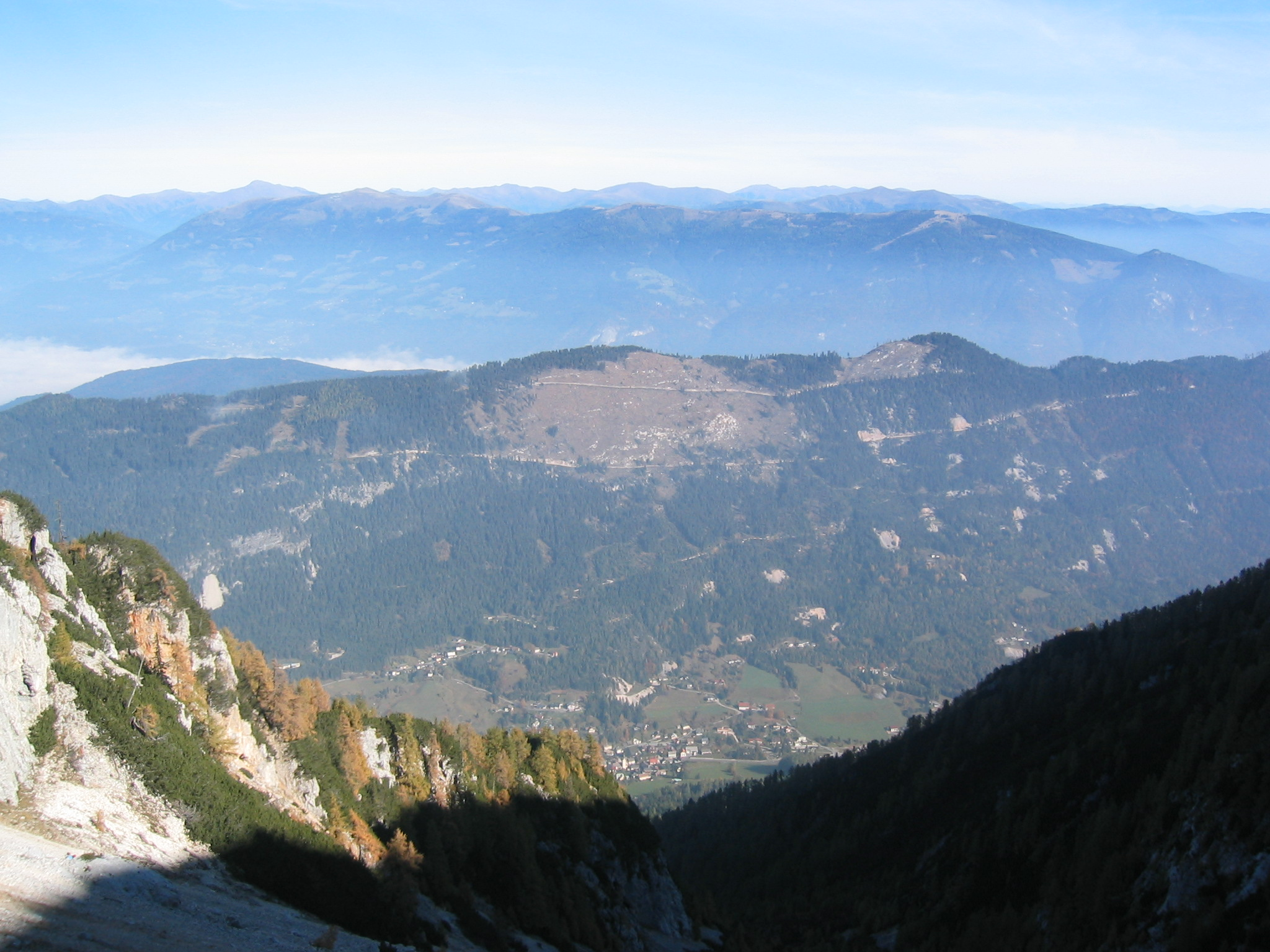
Бад-Блайберг

## Политическая ситуация
Бургомистр коммуны — Готтфрид Гуннар Иллинг (б/п) по результатам выборов 2003 года.
Совет представителей коммуны (нем. Gemeinderat) состоит из 19 мест.
- parteilos: 11 мест.
- СДПА занимает 7 мест.
- АПС занимает 1 место.